# Nolina erumpens
Espèce
Synonymes
- Beaucarnea erumpens (Torr.) Baker[1]
- Dasylirion erumpens Torr.[1]

Nolina erumpens est une espèce végétale de la famille des Asparagaceae. Elle pousse au Texas (États-Unis) et dans le nord du Mexique, sur sol calcaire ou volcanique, entre 900 et 2300 m d'altitude. 

## Liste des variétés
Selon Tropicos (24 août 2021) (Attention liste brute contenant possiblement des synonymes) :
- variété Nolina erumpens var. compacta (Trel.) Trel.
- variété Nolina erumpens var. erumpens